# Columellia oblonga
Columellia oblonga är en tvåhjärtbladig växtart. Columellia oblonga ingår i släktet Columellia och familjen Columelliaceae.

## Underarter
Arten delas in i följande underarter:
- C. o. oblonga
- C. o. sericea
- C. o. serrata